# Driekwart (Terneuzen)
Driekwart is een veldnaam en een buurtschap in de gemeente Terneuzen in de Nederlandse provincie Zeeland. De buurtschap, in de regio Zeeuws-Vlaanderen, ligt ten oosten van Zandstraat en ten westen van het Kanaal Gent-Terneuzen.
Driekwart vormt het oostelijke deel van het dorp Zandstraat en omvat de bewoning van langs de Zandstraat en de Driekwartweg. De grens tussen Driekwart en Zandstraat loopt over de oude Spoorlijn 55 Gent - Terneuzen. Beide plaatsen vallen binnen de woonplaats Sas van Gent. Aan de oostelijke punt van de Zandstraat bij het kanaal is/was een autokerkhof gelegen, aan beide kanten van het weg. In 2024 ging de gemeenteraad akkoord met de bouw van een wooncomplex op de plek van het autokerkhof, voor arbeidsmigranten.
Net ten zuiden van Driekwart ligt het streekje Tweekwart.

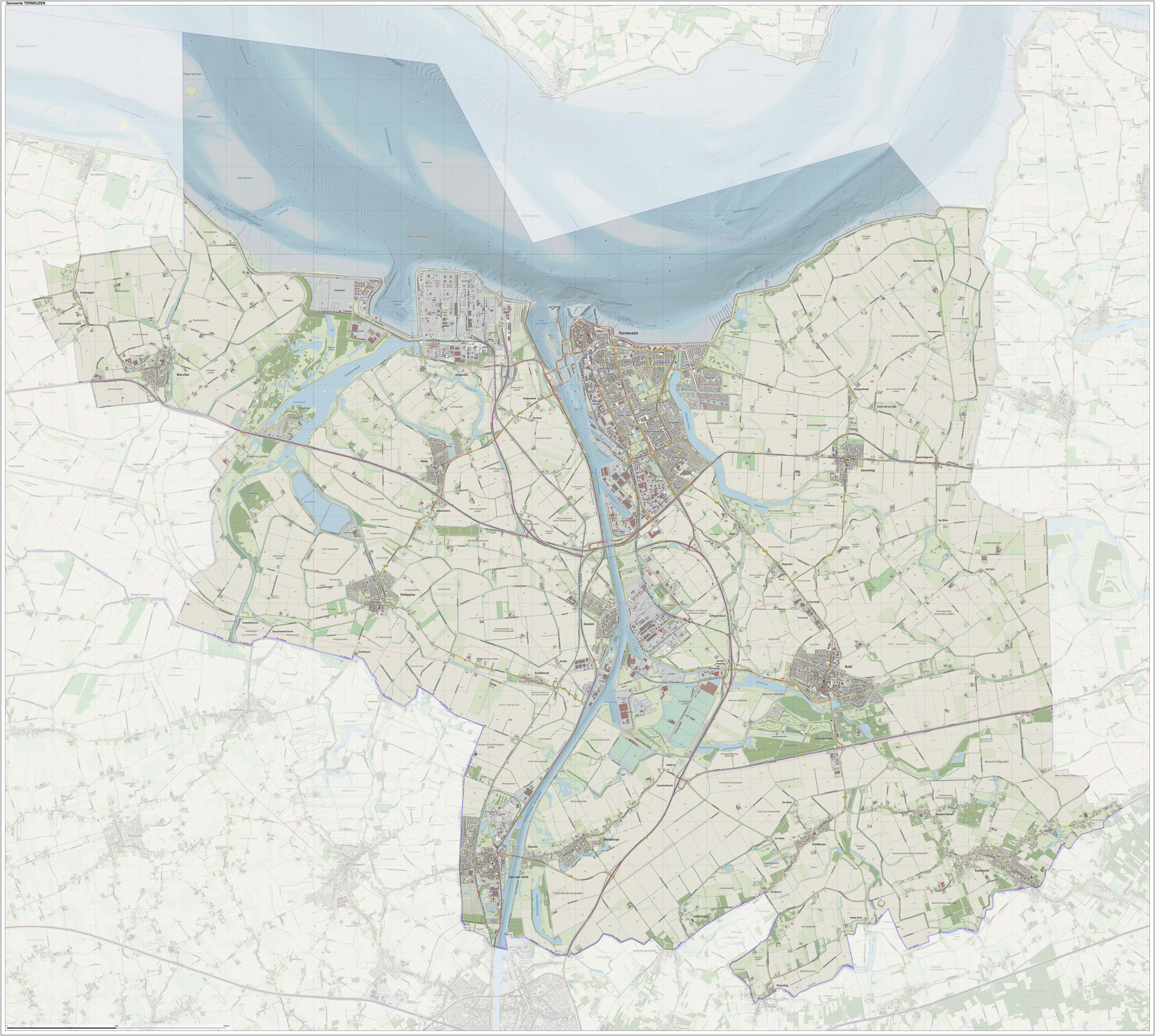
Een kaart uit 2014 van de gemeente Terneuzen met Driekwart als veldnaam aangegeven.

Steden: Axel · Biervliet · Philippine · Sas van Gent · Terneuzen

Dorpen: Hoek · Koewacht · Overslag · Sluiskil · Spui · Westdorpe · Zaamslag · Zandstraat · Zuiddorpe

Buurtschappen: Den Abeele · Altena · Axelschestraat · Batterij · Berdelingebuurte (deels) · Boerengat · Bontekoe · Boschdorp · Boschdorp · Bouchauterhaven · Cootjesdorp · De Sluis · Driedijk · Driekwart · Drieschouwen · Driewegen · Eendragt · Het Fort · Fort Ferdinandus · Griete · Hasjesstraat · Haven (deels) · Hazelarenhoek · Het Zand · Hoek van de Dijk · Holleken (deels) · Hoogedijk · Isabellahaven · Kampersche Hoek · Kijkuit · Klein Gent · Knol · De Kraag · Kruispad · Kwakkel · Magrette · Mauritsfort · Molenhoek · De Muis · Nieuwemolen · Nieuwlandse Molen · Othene · Oude Molen · Oude Polder · Paradijs · Passluis · Poonhaven · Posthoorn (deels) · De Put · De Ratte · Reedijk · Reuzenhoek · Rijgerij · Roodesluis · Schaapdijk · Schapenbout · Sint Andries · Steenovens · De Sterre · Stoppeldijkveer (deels) · Stroodorpe · Vaartwijk · Vaatje · Val · Varempé · Waterhuis · Watervliet · Wouterij · Wulpenbek · Zaamslagveer · Zandplaat · Zwartenhoek

Streekje: Tweekwart

Historische plaatsen: Axelsche Sassing · Noordhoek · De Stuiver · Triniteit · Vingerling

Zeeland: Steden en dorpen in Zeeland      Nederland: Provincies · Gemeenten